# Frejlev Skov
Frejlev Skov är en skog i Danmark. Den ligger i Region Själland, i den sydöstra delen av landet nära Guldborgsund. Frejlev Skov ligger på ön Lolland.